# روبرت بارتليت (جراح)
روبرت بارتليت (بالإنجليزية: Robert Bartlett)‏ هو جراح أمريكي، ولد في 8 مايو 1939.